# Zoltán Gera
Zoltán Gera (Pronuncia em Hungaro [ˈzoltaːn ˈɡɛrɒ](Pécs, 22 de abril de 1979) é um ex-futebolista húngaro. Atualmente comanda a Seleção Húngara Sub-21.

## Carreira
Gera é hoje um dos principais jogadores do seu país. É uma figura carimbada nas convocações da Seleção Húngara, ocupando a função de capitão da equipe.
Gera costuma comemorar seus gols com uma cambalhota. Como demonstrou na vitoria do Fulham sobre a Juventus nas quartas de final da Europa-League em 2010. Foi nomeado Jogador húngaro. do ano em 2002, 2004 e 2005. Pelas suas qualidades em 2009-10 foi nomeado melhor jogador da temporada pela torcida do Fulham.
Gera fez sua estreia em 2002 contra a Suica, na derrota por 2-1. Em 2009, Gera anunciou sua aposentadoria da seleção. Porem após a saída de Erwin Koeman por Sandor Egervari em 2010, Gera retornou a seleção húngara, onde possui 24 gols.
Gera fez parte do elenco da Seleção Húngara de Futebol da Eurocopa de 2016.